# Pseudocorynopoma heterandria
Pseudocorynopoma heterandria és una espècie de peix de la família dels caràcids i de l'ordre dels caraciformes.

## Morfologia
- Els mascles poden assolir 5,6 cm de llargària total.[4]

## Hàbitat
Viu en zones de clima tropical.

## Distribució geogràfica
Es troba a Sud-amèrica: rius de São Paulo i Paranà (Brasil).